# Moabi
Moabi ist die Hauptstadt des gabunischen Departements Douigny innerhalb der Provinz Nyanga. Mit Stand von 2013 wurde die Einwohnerzahl auf 3418 bemessen. Moabi liegt auf einer Höhe von 270 Metern. Zudem beinhaltet die Stadt den Sitz der staatlichen Energie- und Wassergesellschaft (SEEG). 